# 江國霖
江國霖（1811年—1859年），字雨農，號曉帆，四川大竹縣人，清朝政治人物，翰林。

## 生平
道光十八年（1838年），江國霖考中戊戌科進士，殿試高中第一甲第三名（探花），授翰林院編修。咸丰三年（1853年）任廣東按察使，旋升廣東布政使。咸丰八年（1858）再擢升为广东巡抚，後被劾而罷免，卒于鄉里。